# Louetsi-Bibaka
La Louétsi-Bibaka est un département de la province de la Ngounié au Gabon. Son chef-lieu est la ville de  Malinga.